# Битва при Чауле
Битва при Чауле (англ. Battle of Chaul) — морское сражение между флотом Португалии, с одной стороны, и объединённым флотом мамлюкского Египта, Гуджарата и Каликута, с другой. 
Сражение состоялось в марте 1508 года в заливе Чаула на северо-западе Индии и закончилось полным поражением португальцев, потерявших шесть из восьми кораблей. В бою погиб и командующий португальцев — Лоуренсу ди Алмейда, сын Франсишку ди Алмейда, первого португальского вице-короля Индии. Битва стала первым поражением португальцев в Индийском океане.

## Предыстория
Активно вмешавшись в Индийскую торговлю специями, португальцы укрепились в южной Индии на побережье Керала. Постепенно они осознали важность контроля над Гуджаратом, куда стекались торговые пути из Индонезии — Молуккских островов и Китая.
Португальцам противостояла коалиция сил, контролировавших торговлю специями в регионе. В неё вошли Каликут, Гуджарат, Египта и Венеция. Мамлюки Египта, обладавшие сильной сухопутной армией, но не имевшие морских сил, организовали строительство морских кораблей с помощью Венеции. Так как в регионе не было корабельного леса, Венеция организовала перевозку по Средиземному морю леса из районов Чёрного моря в Александрию. Этому мешали противники мамлюков — Госпитальеры Родоса, перехватывающие значительную часть грузов. Доставляемый в Александрию лес перевозился на верблюдах в Суэц, где корабли собирались под руководством мастеров из Венеции.
Строительство кораблей заняло несколько лет. В феврале 1507 года флотилия из 6 больших океанских кораблей и 6 больших галер (1500 солдат) отплыла из Суэца. Командовать флотилией Мамлюкский султан Кансух аль-Гаури поставил губернатора Джидда Амира Хусейн ал-Курди. Вместе с ним был и посол Заморина Каликута — Мехмед Маркар (порт. Mayimama Mārakkār). Флотилия сначала зашла в Джидду, после чего пересекла Индийский океан и в начале 1508 года прибыла в Диу. В Диу флотилия мамлюков объединилась с кораблями Гуджарата, возглавляемыми начальником Диу Маликом Айяз (англ. Malik Ayyaz) — мамлюком родом из Далмации на службе султана Гуджарата. По первоначальному плану к коалиции должен был присоединиться и флот Заморина Каликута, но он ждал мамлюков в 1507 году, и большинство его кораблей покинули Диу к 1508 году. Корабли коалиции вышли из Диу планируя атаковать португальские фактории и форты на западном побережье Индии.

## Ход сражения
Корабли мамлюков, Гуджарата и Каликута встретили корабли португальцев под руководством Лоуренсу ди Алмейда в заливе Чаула. Основные силы португальцев под руководством Франсишку ди Алмейда ушли на север. Лоуренсу ди Алмейда решил принять бой, что некоторые португальские историки считают ошибкой. Бой продолжался два дня. У мамлюков и Гуджарата было гораздо больше кораблей, но они долго не могли взобраться на высокие борта португальских каррак. После долгих усилий, флагманский корабль Лоуренсу ди Алмейда затонул на входе в залив Чаула, и португальцы были разбиты. Только два из 8 португальских кораблей сумели уйти, потери португальцев составили около 140 человек убитыми и пленными. Несколько гуджаратских командиров, в том числе и Мехмед Маркар, тоже пали в битве.
Корабли мамлюков и Гуджарата вернулись в Диу, где впоследствии были атакованы главными силами португальцев под руководством Франсишку ди Алмейда в Битве при Диу.